# コンテンポラリー・ワーシップ・ミュージック
コンテンポラリー・ワーシップ・ミュージック（日本語で「現代的礼拝音楽」の意味、英語: Contemporary worship music, 略称CWM）は、ポップ・ミュージックの音楽性を取り入れた、キリスト教会で歌われるキリスト教音楽のジャンルである。ワーシップには崇拝、尊敬、礼拝などの意味がある。プレイズ・ソング（praise songs）、ワーシップ・ソング（worship songs）との別名もある。日本ではゴスペル・ソング（gospel songs）、ゴスペル音楽の一部とも解釈される場合がある。この音楽は、プロテスタント教会で最初に用いられた。伝統的な讃美歌の特徴を持つ曲もある。

## 概要
1940年代から1950年代にかけてのキリスト教会は、若者に対する伝道を重視するようになった。大学生のキリスト者連合が、福音と聖書の教えをメンバーに提供した。クリスチャン喫茶店が福音の布教目的のために、開かれた教会の若者グループが作られた。
クリスチャンの一部は教会の構造的欠点、つまり形式的で若い世代へのアピール力の弱さの打破が必要と考えた。無神論を含むポピュラー・ソングやロックの形式を借りることによって、クリスチャンの歌詞を通して聖書の内容を言いかえた。彼らは、キリスト教は時代錯誤ではないというメッセージを発信した。

## 詳細
イギリスのザ・ジョイストリングズは、救世軍の服を着て演奏し、1964年に2曲のヒット曲を持っている。
アメリカ合衆国シカゴの宗教団体、ジーザス・ピープルはヒッピーの影響を受け、ジーザス・ミュージックに含まれる、クリスチャンの歌詞を使って、独自の音楽カルチャーを創造した。
現代の礼拝ルネッサンスは、UKバンドのDeliriousによる連作のレコーディング、パッション・カンファレンスとその音楽、マイケル・W・スミスのエクソダス・プロジェクト、バンドのソニックフラッドから生まれた。現代の礼拝音楽は、現代のキリスト教音楽の不可欠な部分になった。エイミー・グラント&ヴィンス・ギルは、ジーザス・ミュージックのDVDを発表し、ダヴ・アワードを受賞した。
教会の正面にあるスクリーンに、プロジェクターを使って歌を流すようになり、これにより身体の自由度が高まり、歌われる楽曲の回転が速くなった。過去25年間のCWMの重要な提供メディアには、ヴィンヤード・ミュージック、ヒルソングワーシップ、ベテルミュージック、エレベーションワーシップ、ジーザスカルチャー、ソウルサバイバーが含まれる。

## 発展・神学と歌詞
CWMはカリスマ運動と密接な関係にあり、歌詞の内容や音楽的な要素も、カリスマ運動の神学を反映している。カリスマ運動は特に聖霊や神の寵愛を受け、神との個人的な邂逅や関係を重視することが特徴である。
「神」や「私たち」ではなく「あなた」や「私」という言葉が使われており、「私はあなたのために一生懸命です」や「ハングリーな私はあなたのところに行く、あなたが満足していることを知っている、私は空っぽだけど、あなたの愛が枯渇しないことを知っている」などの歌詞は、CWMの歌詞とポピュラーなラブソングとの類似性を示している。スラングは時折使われ(例えば、「イエスが高く上げられるのを見たい」、命令形(「主よ、私の心の目を開けてください、主よ、あなたに会いたいです」)は、カリスマ神学が神と個人的に関係するために奨励する「友好的で非公式な言葉」を示しています。多くの場合、歌詞には身体的な反応が含まれています(「だから私たちは聖なる手を上げる」「私は踊る、私は歌う」)。

## 批判
マーティン・パーシーは、ワーシップ音楽が感情を強調することで誇大広告を助長し神がそうすることを許すのではなく、神との出会いの感覚を呼び起こす雰囲気を作り出す必要性を説明している。

## ワーシップ音楽の種類
プレイズ・ソング（Praise Song)
プレイズは賛美、賞賛などの意味がある。主には礼拝の最初に置かれる。早いビートや躍動的なビートで、多くのケースではクラップ（手拍子）を伴って歌われ、礼拝の開始を華やかに盛り上げる機能を担う。一人〜数人のシンガーによってリードされ、会衆が追いかける形が一般的。クワイアによってではなく会衆によって歌われるので、曲は単純なフレーズの繰り返しか、アフリカ系アメリカ人のクリスチャンの間で良く知られた曲である。「さあ共に賛美しよう（感謝しよう、喜ぼう）」と言った内容の多い歌詞の中で、神は「彼(He)」として三人称で歌われる事が多い。代表曲に「Oh Magnify The Lord」, 「Glory Glory」等がある。
ワーシップソング（Worship Song）
ワーシップは礼拝、崇拝、尊敬などの意味を持つ。通常はプレイズの直後におかれるセクションで、会衆はより内向的になる。この時会衆がめいめいに手を広げたり、祈るように手を合わせたり、目を閉じたり、天を見上げたりしながら歌う姿が多く見られる。ゆったりとした曲調で、やはり単純なフレーズが繰り返される事が多い。多くのケースで神はYou, Lord, など、二人称で扱われる。代表曲は 「サンキュー・ロード」, 「ハレルヤ」 等
インスピレーショナル・ソング（Inspirational song）
インスピレーショナル・ソング、もしくはインスピレーショナル・ミュージックは、牧師による説教の直前に置かれる事が一般的で、会衆ではなくクワイアーで歌われるのは主にこのセクション。聖書の内容に基づいて他者を励ますようなメッセージを歌ったりする。プレイズ的な内容、ワーシップ的な内容のインスピレーショナルソングもあり、また、スピリチュアルとして良く知られた歌詞を現代的にアレンジした曲等もある。会衆ではなくリハーサルを積んだクワイアーによって歌われ、今日では多くの著名なソングライターが作曲、出版もされている。
コミュニオン・ミュージック（Communion　music） /聖餐（Eucharist）
キリストの血の価値について語られる歌をもちいる。教会の宗派、牧師ごとのスタイルによって、明るい曲調も、ゆったりとした曲調もある。コミュニオン・ミュージック・レコードは、ユニバーサル・ミュージック傘下のレーベルと、配給契約を結んだ。
オルターコール・ミュージック（Altar Call　music）
オルターコールは1880年代にフランスで生まれた。「Just as I am」という曲が有名である。キリスト教に入信していないが入信に関心のある人や、信者の中でも精神的ストレスを抱えた人を牧師が祭壇（オルター）へ呼ぶ。ここで歌われる歌の内容は、「神にすべてを捧げます」、「神よ、私はクリスチャンになりたいです」と言ったものが代表的。オルターは20世紀には、アメリカのキリスト教右派・保守派のビリー・グラハム（グレアム）によって利用された。

## 世界の著名な音楽家
- エイミー・グラント
- マイケル・W・スミス
- シスター・ジャネット・ミード
- ストライパー

## 日本の主な音楽家

### グループ
- ノア・ミュージック・ミニストリー
- レインボーミュージックジャパン
- グロリアシンガーズ
- ミクタム
- Lyre(リラ)
- Zawameki(ざわめき)
- Growing Up
- Cannan House Of Prayer
- Shalom House Of Prayer
- 長沢崇史ワーシッププロジェクト

### ソロ歌手
- 本田路津子
- 久米小百合（久保田早紀の本名）
- 森祐理
- 小坂忠
- 岩渕まこと/岩渕由美子
- 石井希尚

## 歌集
- 『プレイズアワー』ミクタム（1983年）
- 『プレイズアワーⅡ』ミクタム（1988年）
- 「プレイズ＆ワーシップ」ミクタム
- 「友よ歌おう」、山内修一
- 「プレイズワールド」いのちのことば社（1992年）
- 『ゴスペル・ミュージック』
- 『喜び歌おう』
- 『ハレルヤ賛美しよう』いのちのことば社（1988年）
- 「Exalt Him!」ゴスペル・ミュージック・エクスプレス(1992年)
- 「魂歌 -TAMAUTA-」Growing Up
- 「永久歌 -TOWAUTA-」Growing Up
- 「心から」Praise Station
- 「僕らのすべて」Acts 2:44
- 「To the King」Acts 2:44
- 「声」C.H.O.P.
- 「都/旗」C.H.O.P.

## 書籍
- アンドリュー・ウィルソン=ディクソン（Wilson-Dickson, Andrew,）『A Brief History of Christian Music（キリスト教音楽の簡略史）』, オックスフォード, 1997年